# Dom ótdikha Xargol
Dom ótdikha Xargol (en rus: Дом отдыха Шарголь) és un poble al voltant d'una zona d'esbarjo de l'època soviètica del krai de Khabàrovsk, a Rússia, que el 2012 tenia un habitant. Pertany al districte rural de Komsomolsk na Amure.